# Representações culturais de Guilherme I da Inglaterra
Guilherme I da Inglaterra foi mostrado em muitas obras atuais.

## No drama, cinema e televisão
Guilherme I apareceu como personagem em somente algumas produções de palco e tela. A peça de um ato A Choice of Kings, de John Mortimer, trata de sua decepção com Haroldo depois do naufrágio do último. Julian Glover o interpretou em uma adaptação para a TV de 1966 desta peça na série ITV Play of the Week.
Guilherme também foi interpretado na tela por Thayer Roberts no filme Lady Godiva of Coventry de 1955, John Carson na série de TV Hereward the Wake de 1965, Alan Dobie na peça de duas partes Conquest da BBC TV de 1966 (parte da série Theatre 625) e Michael Gambon no drama de TV de 1990, Blood Royal: William the Conqueror.
Filmes sobre a vida de Guilherme incluem a produção franco-romena de 1982 "William the Conquérant" (também conhecido como Guillaume le Conquérant ou Wilhelm Cuceritorul), dirigido por Sergiu Nicolaescu e Gilles Grangier; e a produção francesa de 2015 Guillaume, la jeunesse du conquérant (também conhecido como William, o Conquistador), com foco na juventude de Guilherme.
Ele também foi interpretado por David Lodge em um episódio de 1975 da série de comédia de TV Carry On Laughing intitulado "One in the Eye for Harold" e por James Fleet no programa humorístico da BBC de 1999, The Nearly Complete and Utter History of Everything.

## Na literatura
Guilherme I foi retratado em romances históricos e contos. Eles incluem:
- - Guilherme, o Conquistador: um romance histórico (1858), de Charles James Napier. Um romance histórico, cobrindo eventos de 1042 a 1066. O cenário inclui o Ducado da Normandia, o Condado de Flandres, o Reino da França e o Reino da Inglaterra. O romance enfatiza a juventude de Guilherme I e os eventos que levaram ao seu casamento com Matilda de Flandres. Também são abordados o casamento e coroação de Harold Godwinson, a Batalha de Stamford Bridge e a Batalha de Hastings. Este último abordado em detalhes. O próprio Guilherme é o protagonista. Outros personagens principais incluem Matilda, Haroldo, Eduardo o Confessor e Edith de Wessex. Há breves vislumbres de Stigand e outras figuras históricas da época. O autor era um soldado e estadista britânico, o romance foi publicado postumamente.[1]
  - Harold, o Último dos Saxões (1848) por Edward Bulwer-Lytton, 1º Barão Lytton. Um romance histórico que cobre os eventos que levaram à conquista normanda da Inglaterra, de 1052 a 1066. Cobre a morte de Godwin, Conde de Wessex, a visita de Haroldo Godwinson à corte de Guilherme da Normandia, as Guerras Anglo-Galesas, a invasão de Harald Hardrada, a Batalha de Stamford Bridge e a Batalha de Hastings. Haroldo e sua família estão entre os personagens centrais. Também são apresentados Guilherme, Eduardo, o Confessor, Ealdred, Lanfranc, Haraldo Hardrada e Gruffydd ap Llywelyn. O autor se esforçou para descrever com precisão a vida inglesa no século XI.
  - A Northumbrian in Arms (1909) por George Surrey. Aborda conflitos na Nortúmbria e no País de Gales durante a década de 1050. Os principais eventos são a guerra de Siward, Conde da Nortúmbria contra Macbeth, Rei da Escócia, a ascensão de Malcolm III Canmore ao trono e a guerra de Gruffydd ap Llywelyn contra Haroldo Godwinson. O último capítulo avança para a invasão normanda sob Guilherme I. Hereward the Wake faz parte do elenco de personagens.
  - Wulf the Saxon: a story of the Norman Conquest (1895) por GA Henty. Abrange os eventos que levaram à conquista normanda, de 1063 a 1066. Haroldo e Guilherme são ambos apresentados de forma proeminente, com Eduardo, o Confessor também retratado.
  - O Andreds-weald; ou The House of Michelham: a Tale of the Norman Conquest (1878) por Augustine David Crake. Abrange eventos de 1065 até a morte de Guilherme I em 1087. Abrange o breve reinado de Haroldo e todo o reinado de Guilherme. Os principais eventos acontecem nas proximidades de Anderitum, próxima da atual Pevensey.
  - The Sword and the Cowl (1909), de Edgar Swan. Cobre a resistência anglo-saxônica de 1066 a 1071. Guilherme e seu exército estão enfrentando uma série de oponentes. Os principais eventos incluem o cerco de Exeter (1068) enquanto a cidade foi mantida por Gytha Thorkelsdóttir, a revolta reprimida de Morcar, Conde da Nortúmbria e Edwin, Conde de Mércia (1068), a queda de York para Edgar o Ætheling, Waltheof, Conde da Nortúmbria e Sweyn II da Dinamarca (1069), a submissão de Waltheof a Guilherme (1070) e a revolta fracassada de Hereward the Wake na Ilha de Ely (1070-1071).
  - Os herdeiros rivais: sendo a terceira e última crônica de Æscendure (1882) por AD Crake. Começa logo depois da Batalha de Stamford Bridge e cobre brevemente a Batalha de Hastings. Principalmente com foco nas relações entre os conquistados anglo-saxões e conquistadores normandos nos primeiros anos da conquista e suas consequências imediatas. Guilherme I e Lanfranc são apresentados com destaque. Os últimos capítulos avançam para a Primeira Cruzada e o Cerco de Jerusalém (1099).
  - Hereward the Wake: Last of the English (1866), de Charles Kingsley. Adaptação livre e imaginativa de eventos históricos, escrita no estilo de uma saga nórdica, apresentando as façanhas brilhantes do fora-da-lei Hereward the Wake em casa e no exterior (principalmente na Irlanda) e em Flandres). O protagonista "feroz e apaixonado" é descrito como um viking e, às vezes, como um furioso. Os últimos capítulos cobriram a revolta fracassada de 1070-1071. Guilherme I e Morcar são apresentados com destaque.
  - O Cerco do Castelo de Norwich: uma História da Última Luta contra o Conquistador (1892), de Matilda Maria Blake. Cobre a Revolta dos Condes e o cerco do Castelo de Norwich em 1075. Descreve a revolta combinada de Ralph de Gael, Conde de Norfolk, Roger de Breteuil, 2º Conde de Hereford, Waltheof, Conde de Northumbria como uma tentativa de conquistar a Inglaterra. Seu plano era dividir o reino em três reinos: Wessex, Mercia e Northumbria. Guilherme I é retratado ao lado de Lanfranc, Odo, Conde de Kent e outros membros de sua corte.
  - The Conqueror (1931) de Georgette Heyer. Cobre a vida de Guilherme I desde seu nascimento c. 1028 a 1066.
  - The Golden Warrior de Hope Muntz (1949). Romance contrastando as vidas de Guilherme e Haroldo Godwinson.
  - The Conqueror's Wife (1957) de Noel Gerson. Romance enfocando o relacionamento de Guilherme com sua mulher Matilda.
  - The Paladin (1972) de George Shipway. Este romance serve como a primeira parte da história de Walter Tirel, assassino de Guilherme II da Inglaterra. O conto é então continuado em "Wolf Time". O romance se passa na Normandia e apresenta as batalhas do idoso Guilherme, o Conquistador, com os vassalos normandos rebeldes liderados por seu filho afastado, Robert Curthose; também a morte do rei e a luta entre seus três filhos pelo domínio da Inglaterra e da Normandia. Com destaque para Robert Curthose, Guilherme II e Henrique I da Inglaterra.
  - A trilogia normanda de Valerie Anand. Inclui os romances Gildenford (1977), The Norman Pretender (1980), The Disputed Crown (1982). Cobre a conquista normanda da Inglaterra, com Guilherme I como personagem principal.
  - William the Conqueror (1983) de John Wingate. Romance biográfico .
  - Os romances Sherwood (1991) e Robin and the King (1993) de Parke Godwin retratam Robin Hood em conflito com Guilherme, o Conquistador.
  - Fortune's Knave: the Making of William the Conqueror (1992), de Mary Lomer. Este romance também foi publicado em uma edição diferente sob um dos pseudônimos de Lomer, Mary Lide. Cobre os anos de formatação de Guilherme.
  - Crusade (2012) de Stewart Binns. Retrata o mais velho Guilherme, o Conquistador, anos depois da conquista da Inglaterra pelos normandos em 1066.

## Em videogames
Guilherme I é um personagem jogável em alguns cenários históricos.
Guilherme da Normandia é um personagem jogável em todas as três parcelas da franquia Crusader Kings. Em Crusader Kings, Guilherme só pode ser jogado quando já se tornou o Rei da Inglaterra. No entanto, em Crusader Kings II e Crusader Kings III, a invasão de Guilherme (e Haraldo) da Inglaterra pode ser jogada tanto pelo jogador quanto pela IA. Nesse cenário, Guilherme começa como o duque da Normandia e vassalo do rei da França, em guerra com a Inglaterra e controlando um grande número de tropas de eventos especiais.
Em Age of Empires II: The Conquerors, a Batalha de Hastings (Batalhas dos Conquistadores) descreve a lista de uma invasão por navio de guerra e o cavaleiro normando, arqueiro e machado de braço dado na terra natal dos anglo-saxões, bem como do rei Haraldo Hardraade dos noruegueses e a derrota na Batalha de Stamford Bridge.
No jogo de estratégia em tempo real de 2001, Empire Earth, alguns dos primeiros estágios da campanha da Inglaterra o retratam da guerra civil entre as forças leais normandas restantes (com o apoio do rei francês, que mais tarde se voltaria contra Guilherme até que seu reinado terminasse em 4 de agosto de 1060) liderado pelo futuro duque da Normandia e vários barões normandos rebeldes, liderados pelo líder rebelde Guy de Brionn na Batalha de Val-ès-Dunes ao futuro rei da Inglaterra, desembarcando na parte sudoeste das Ilhas Britânicas.
Há uma campanha tutorial sobre o duque Guilherme e seu lorde-general, uma missão preparada para o grupo de cruzados conquistar o povo nativo da Inglaterra em Medieval II: Total War, um jogo de rodadas estratégicas por turnos e taticamente em tempo real. Com batalhas orientadas.